# Európai harcsa
Az európai harcsa (Silurus glanis), a sugarasúszójú halak (Actinopterygii) osztályába, a harcsaalakúak (Siluriformes) rendjébe és a harcsafélék (Siluridae) családjába tartozó faj.
Európa édesvizeinek (a viza után) második legnagyobbra növő hala, a magyarországi halfauna „óriása”, hiszen két métert és a száz kilogrammot is meghaladhatják egyes példányai. Európa közép és keleti területén szinte mindenütt megtalálható, Magyarországon folyó és állóvizekben is egyaránt gyakori. Ázsiában Anatóliában és az Aral-tó vízrendszerében őshonos, a faj keleti elterjedési területe eléri Kínát. Telepítéseinek köszönhetően Nyugat-Európában, a Brit-szigeten és a Bajkál-tó vízrendszerében is megtalálható. Gazdasági szempontból jelentős és értékes hal, de Nyugat-Európában inváziós fajnak számít, mert veszélyt jelent az őshonos halfajokra.
Tógazdaságokban is nevelnek, de a kifogott és értékesített európai harcsa jelentős részét a természetes vizek adják. Magyarországon a halászata és a horgászata is azért népszerű, mert jelentős zsákmányt ígér nagyra nőtt példányainak köszönhetően. Húsa rendkívül ízletes, zsírban gazdag és szálkamentes, ezért a magyar konyha által készített halételek egyik fő alapanyaga.

## Elnevezései
Az európai harcsának, egyszerűbb formában harcsának vagy leső harcsának több triviális neve is ismert. Említik még az alábbi változatokat: folyami harcsa, pozsárharcsa, pumaharcsa, sárgaharcsa, tőkésharcsa (tőkék, víz alatti tuskók körül fordul elő, alapszíne világos, de sötéttel márványozott), kövesharcsa vagy köviharcsa (kövezéseken gyakori, fekete színű), sebes harcsa (karcsú testű és fekete színű), szürkeharcsa, szürke harcsa vagy szőke harcsa (világos színű), parasztfaló, kupri, kupak, kuppancs (utóbbi három név a halászok körében az 1–5 kg közötti kisebb példányokat jelöli, nagyobbakra nem mondják) és az egész kicsi példánya a harcsapundra. Egyik élőhelyéről a dunai harcsa nevet kapta, a szaknyelvben pedig korábban közönséges harcsaként is ismert volt. A marosi harcsa a Marosban előforduló zömökebb, sajátos helyi fajváltozatot jelöli. A fiatal harcsákat harcsakölyök vagy harcsafi, míg az ivadékokat harcsapurdé névvel illetik. A moldvai csángó szomn a szláv eredetű román elnevezés átvétele.

## Előfordulása
Előfordulása Franciaországtól egészen Afganisztánig terjed. Közép- és Kelet-Európában és Ázsia egyes részein (Anatólia északi része, Aral-tó) őshonos. Telepítéseinek köszönhetően Európa nyugati részén így például Angliában és a Bajkál-tó vízrendszerében is megtalálható. Előfordulási területén a folyó és álló vizekben a hegyi patakokon és folyókon kívül majdnem minden domb- és síkvidéki folyóban, azok mellék- és holtágaiban, tavakban, még a brakkvizes tengeröblökben is megtalálható.

### Magyarországi előfordulása
A Kárpát-medence nagyra növő őshonos ragadozó hala, mely Magyarországon megtalálható minden olyan folyóban és állóvízben, ahol előfordulnak mély, gödrös részek, bedőlt fák, kőrakások, elsüllyedt hajók, amelyek árnyékában a ragadozó biztosan rejtőzhet. A Duna-Tisza-csatornából albínó példányai is előkerültek. Fontosabb élőhelyei: a Duna, a Mosoni-Duna, a Rába, a Rábca, a Marcal, az Ipoly, a Zala, a Zala–Somogyi-határárok, a Sió, a Kapos, a Dráva, a Mura, a Kerka, a Karasica-patak, a Tisza, az Öreg-Túr, a Szamos, a Kraszna, a Bodrog, a Keleti-főcsatorna, a Nyugati-főcsatorna, a Sajó, a Bódva, a Hernád, a Vadász-patak, a Takta, az Eger-patak, a Csincse-patak, a Zagyva, a Hármas-Körös, a Kettős-Körös, a Fekete-Körös, a Fehér-Körös, a Sebes-Körös, a Berettyó, a Maros, a Balaton, a Kis-Balaton, a Fertő, a Velencei-tó, és a Tisza-tó.

### Hasonló fajok
A harcsaalakúak (Siluriformes) rendjébe tartozó Magyarországon is megtalálható további harcsafajok egyedei tekinthetőek hasonlatosnak hozzá. Alakját nézve a törpeharcsa és a fekete törpeharcsa hasonlít rá legjobban, de mindkét faj a hát és farokúszó között zsírúszót visel. Ezekkel a fajokkal az összetéveszthetőséget a jelentős méretbeli különbségek szinte lehetetlenné teszik, így csak az európai harcsa növendék példányainál merülhet fel kétely. A további harcsafajok esetében a pettyes harcsa a zsírúszója és a bemetszett farokúszója miatt, az afrikai harcsa jelentősen hosszabb hátúszója miatt különböztethető meg. Továbbá alakra hasonlíthat rá a tőkehalfélék családjába tartozó menyhal, de ez a faj jól megkülönböztethető arról, hogy az állán csupán egyetlen bajuszszálat visel, és kettő hátúszója van.

### Azonosítása határozóképlettel

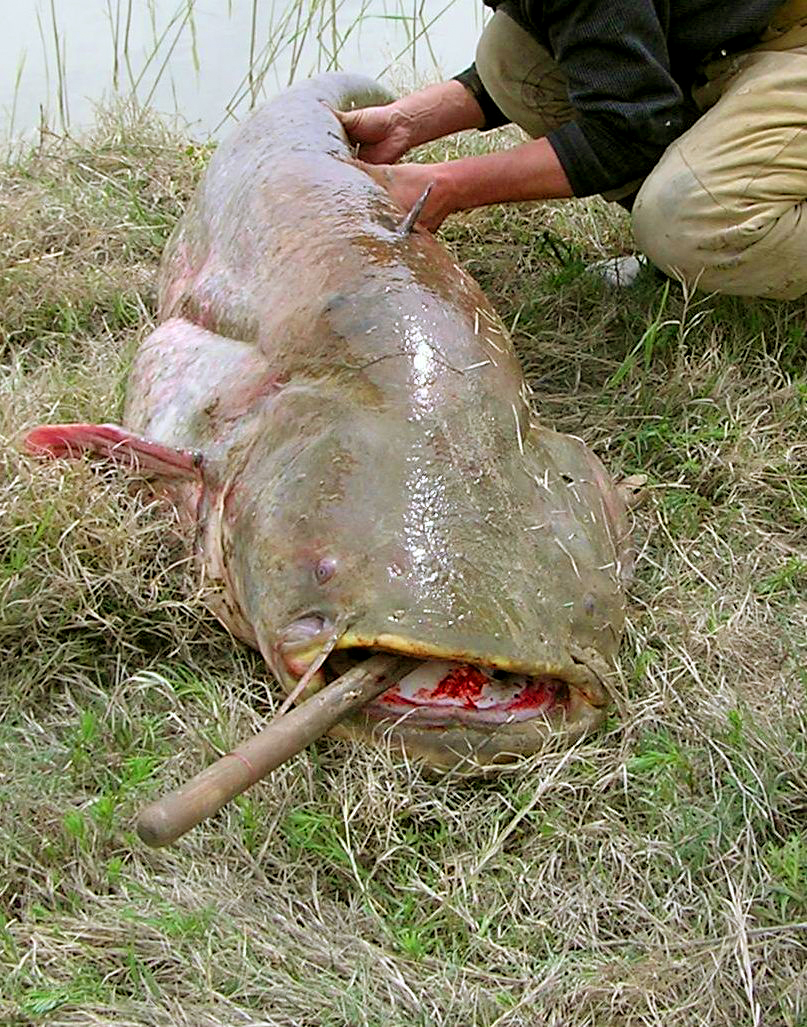
Egy óriás harcsa, melyet Közép-Ázsiában a Szir-darja folyóból fogtak.

A halak közeli rokon fajainak azonosításához nagy segítséget jelenthet az adott hal morfológiai tulajdonságainak pontos vizsgálata. Az alábbi táblázat az európai harcsa, a törpeharcsa, a fekete törpeharcsa, a pettyes harcsa, az afrikai harcsa és a menyhal határozóképletét tartalmazza.
| Tudományos név      | Magyar név         | pikkelyképlet | garatfogképlet | úszósugár hátúszó | úszósugár farokalatti |
| ------------------- | ------------------ | ------------- | -------------- | ----------------- | --------------------- |
| Silurus glanis      | Európai harcsa     | -             | -              | I/2-4             | I/77-92               |
| Ameiurus nebulosus  | Törpeharcsa        | -             | -              | I/6(7)            | I/17-23               |
| Ameiurus melas      | Fekete törpeharcsa | -             | -              | I/6(7)            | I/17-22               |
| Ictalurus punctatus | Pettyes harcsa     | -             | -              | I/6               | I/23-26               |
| Clarias gariepinus  | Afrikai harcsa     | -             | -              | 61-79             | 45-60                 |
| Lota lota           | Menyhal            | -             | -              | D1:9-16, D2:60-93 | 60-85                 |

## Megjelenése

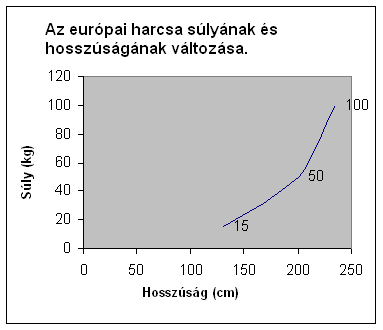
Az európai harcsa súlyának változása növekedésével összhangban.

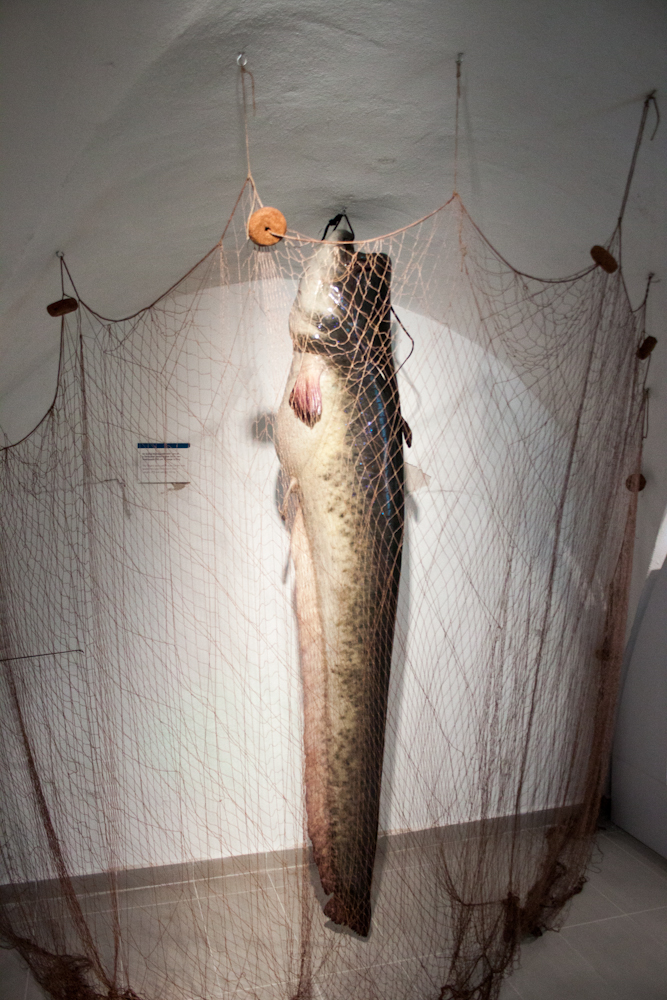
Rekordméretű harcsa rekonstrukciója (Töröcskei-tó, 2010) a hatvani Széchenyi Zsigmond Vadászati Múzeumban

Teste a többi hazai halunkétól meglehetősen különbözik. Feje nagy, hát-hasi irányban erősen lapított. Száján a felső ajakon, a szájszeglet közelében 2 hosszú, alul 4 rövidebb bajuszszálat találunk. Szélesre nyíló szájában felül és alul rendkívül sok apró, kissé visszahajló, tűhegyes ránőtt fog helyezkedik el. Szemei kicsik, mégis a tapasztalatok szerint jól lát velük. Törzse rövid, hengeres, izmos farka hosszú és teste pikkelytelen. Színe alkalmazkodik a fenékhez, többnyire fekete, szürke, agyagos áradáskor akár sárga is lehet. Magyarországon a Magyar Horgászban közölt eddigi magyar horgászrekord szerint 113 kilogramm és 230  cm a legnagyobb harcsa, melyet 2010. május 10-én a Töröcskei-tóból fogtak. (Egy korábbi adat szerint Bitó János szegedi öreg halászmester legényei 1929. december 23-án 105 kilogrammos, 247 centiméter testhosszú, 118 centiméter derékbőségű harcsát fogtak a Tiszából.) Az eddig regisztrált legnagyobb harcsa Olaszországban a Pó folyóból került elő 2,78 méteres és 144 kg-os mérettel. (Herman Ottó szerint a Tiszából a régi századokban  300–400 kilogrammos harcsákat is fogtak.)
|  |

## Életmódja
Oxigénigénye alacsony és a vizek szennyezését aránylag jól elviseli, ezért előnyben van a betelepített vizekben, ahonnan az őshonos halakat kiszoríthatja. A harcsa nagyon gyorsan nő, akár 80 évig is élhet, gyorsan szaporodik. Többnyire társasan, a fenék közelében él, 5-20 fős csoportokban. Mindig lesből, főként éjjel támadó, rendkívül falánk ragadozó. Kisebb példányai főként hallal, rákokkal, piócákkal, puhatestűekkel táplálkoznak, a nagyobbak vízközelben élő kétéltűeket, emlősöket, vízimadarakat is zsákmányolnak. Nyugat-Európában megfigyelték, hogy a – kardszárnyú delfinekhez hasonlóan – partra vetődve kap el galambokat. Rablásai rendszerint nem láthatóak, szürkületkor azonban sokszor hatalmas vízörvényeket keltő forgásaival kelti fel a szemlélődő figyelmét. Ilyenkor, sokszor szinte lassított felvételként mozogva jön a felszínre, gyakran látható a lassan mozgó állat hatalmas feje és teste is.

## Szaporodása
Az ívással kapcsolatos magatartása érdekes, az ívóhelyen a hím testével körülfonja a nőstény hastájékát és kipréseli belőle az ikrákat, amelyeket nyomban megtermékenyít. Ivadékgondozó faj, az ikrák lerakása után a hím a vízinövényekből álló fészket körülbelül 3 hétig, az ivadék kikeléséig védi.

## Horgászata
Az európai harcsa éjjeli ragadozó hal. Leginkább éjszaka aktív, de az időjárás változása is kihat a kedvére. Nyáron nagy melegben, zivatarok előtt idegessé válik, és ilyenkor mindent felfal, ami az útjába kerül.
Magyarországon a horgászok nemes halként tartják számon az európai harcsát. A 100 centiméter alatti példányai horgászati tilalom alá esnek május 2. - június 15. között. Az év további részében a 60 centiméter feletti példányai foghatók az adott vízre érvényes mennyiségi korlátozások figyelembevételével.

### Horgászatának módszerei

#### Fenekezés
A harcsahorgászat legelterjedtebb módszere a fenekezés. Erre a legalkalmasabb a nappali, vagy hajnali időszak, mivel a harcsa ebben az időszakban a búvóhelyén pihen, illetve épp visszatér oda.
Az éjszakai horgászathoz szükséges kellék a lámpa, hiszen eleget kell tenni a horgászrendnek. Legjobban bevált csali a kishal, a pióca, valamint a csokorba fűzött giliszta. Ez a fajta módszer állóvízi horgászat esetén nem lehetséges erős szélben. Állóvízen kapásjelzővel, míg folyóvízen a botspicc hegyét figyelve észlelhetjük a kapást.

#### Pergetés
A legsportszerűbb horgászati mód. Pergetéshez használjunk jó minőségű, megbízható felszerelést, ugyanis a harcsapergetésnél nem érdemes kompromisszumokat kötni, nem szabad lebecsülni az ellenfél erejét. A műcsalik lehetnek támolygó és körforgó kanalak/villantók, wobblerek és gumihalak. A harcsa a jól mozgatott műcsalira is rávág, nemcsak az eleven vagy élettelen csalihalra. A műcsaliknak nincs íze, sem szaga. A műcsali a harcsa figyelmét az általa keltett rezgésekkel vonja magára, és ösztönzi támadásra. Pergetéshez általában az éjszaka vagy a fényváltás időszaka javasolt.

#### Kuttyogatás
Kereső horgászat. Talán a legősibb halfogó módszereink egyike, a leírások szerint ugyanis honfoglaló őseink hozták magukkal e tudást a Kárpát-medencébe. Írott formában először Herman Ottó említi 1887-ben megjelent, A magyar halászat könyve című munkájában. Folyóvizen és állóvizen is egyaránt használhatjuk ezt a technikát. A kuttyogatás során a horgász a kuttyogatóval a vizet "üti", s közben a kapást figyeli. Ehhez a horgásztechnikához elengedhetetlen kellék a csónak, illetve egy, vagy két rugalmas és jó teherbírású bot. A horgászat történhet úszós szerelékkel, illetve úszó nélkül belógatva. Magyarországon főleg az utóbbit használják. Jó csali lehet a giliszta, a nadály, illetve a lótetű. A kuttyogató készülhet fából, fémből és műanyagból. Elsősorban a tradicionális fa változatot használják. Fő részei: a korong, a szár és a fogantyú. A kuttyogatóval keltett hang nem más, mint a fej víz alá rántása közben létrehozott vákuumba visszatoluló víz hangja. Az eszköz megfelelő használatához gyakorlás szükséges, akárcsak egy hangszer esetében. Fontos, hogy hangos, messzire hallatszó pukkanást kapjunk eredményül, s eközben ne locsogjunk a kuttyogatóval. (Legjobb, ha az ingünk ujját sem vizezzük össze közben.) Amennyiben egyedül végezzük, igen körülményes módszer, sok tapasztalatot igényel, különösen folyóvízen, ahol a csónakkal csorogva halad tovább a horgász.
A vélemények eltérőek, hogy a hang, amit a kuttyogató kibocsát mit is idéz elő igazából. Egyesek szerint a lakmározó harcsák hangját utánozza, azaz a zsákmány beszippantása során keletkező vákuum keltette hangot/rezgést, s ezzel kelti föl a harcsák érdeklődését. Mások szerint idegesíti/kíváncsivá teszi a harcsákat ez a hang, és arra ösztönzi őket, hogy kövessék azt. Megfigyelések szerint, olyan területen, ahol ezt a módszert többen és gyakran alkalmazzák, ott a harcsák megszokják a hangot, és a sikeres horgászat esélye jelentősen csökken, valamint a békésebb halra horgászók sem szeretik, ha a közelükben kuttyogatnak.

## Harcsatámadások
A bulvárlapok rendszeresen beszámolnak különböző harcsák által okozott támadásokról, amelyek elsősorban állatokat érintettek (gyakran csak vélelmezhető volt a harcsa szerepe). 2009 áprilisában állítólag egy osztrák horgászra is rátámadt a harcsa a Győr közelében fekvő Pér egyik horgásztavában. A férfinek azonban a hír szerint sikerült kiszabadulni.
Alfred Brehm (1829–1884) német természettudós Az állatok világa című híres, magyar fordításban is megjelent könyvében azonban határozottan az ember elleni támadások mellett foglal állást. A mű magyar átdolgozásában a következő olvasható: „Az öreg Gesnernek az az állítása, hogy a harcsa az embert sem kíméli, éppenséggel nem tartozik a mesék birodalmába, mivel több esetet ismerünk, amely megerősíti. Így Heckel és Kner említi, hogy Pozsonynál kifogtak egy harcsát, amelynek a gyomrában egy gyermekhulla maradványait találták meg. [...] Antipának szavahihető halászok beszélték el, hogy a harcsa gyomrában fürdőző gyermekeknek kéz- és lábcsontjaikra akadtak. – Közli Vutskits. – Egy román halász csónakjával a Duna közepéig hatolt, mert meg akart fürödni. Fürdés közben egy harcsa bekapta lábait, melyeket nem tudott többé kihúzni e nagyszájú szörnyeteg szájából és így a víz fenekére került. Néhány nap mulva ráakadtak a holt halász tetemére, kinek lábai még mindig a harcsa szájában voltak, de a falánk rabló sem tudta szabadon bocsátani áldozatának lábait és emiatt megfulladt.”

## Források

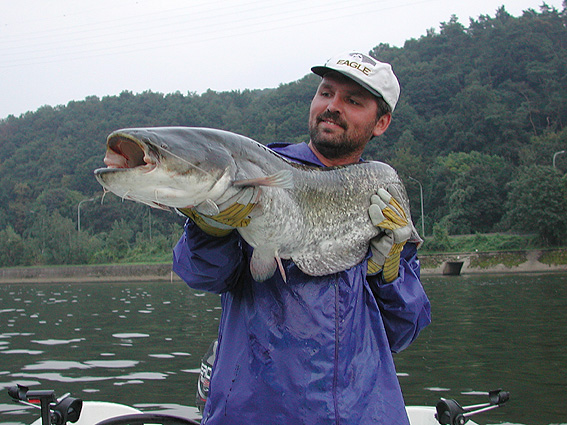
Egy 124 centiméteres horgászzsákmány Hollandiából

### Internetes leírások az európai harcsáról
- A faj szerepel a Természetvédelmi Világszövetség Vörös Listáján. IUCN. (Hozzáférés: 2010. július 29.)
- A faj adatlapja a FishBase oldalán. FishBase. (Hozzáférés: 2010. augusztus 8.)
- A taxon adatlapja az ITIS adatbázisában. Integrated Taxonomic Information System. (Hozzáférés: 2010. augusztus 7.)
- Sheatfish Silurus glanis Linnaeus, 1758 (angol nyelven). BioLiB.cz. (Hozzáférés: 2010. augusztus 8.)
- Silurus glanis Linnaeus, 1758 sumec velký (cseh nyelven). AQUATAB. (Hozzáférés: 2010. augusztus 8.)
- Silurus glanis Linnaeus, 1758 (angol nyelven). Fauna Europaea. [2010. július 25-i dátummal az eredetiből archiválva]. (Hozzáférés: 2010. augusztus 8.)
- Silurus glanis (angol nyelven). PlanetCatfish. [2011. január 21-i dátummal az eredetiből archiválva]. (Hozzáférés: 2010. szeptember 11.)

## Ajánlott magyar nyelvű könyvek
- Pintér Károly. Magyarország halai. Akadémiai kiadó (1989). ISBN 978-963-05-7831-8[halott link]
- Harka Ákos-Sallai Zoltán. Magyarország halfaunája. Nimfea T. E., Szarvas. ISDN: 963864753 (2004)
- Dudich, E., Loksa, I.. Állatrendszertan. Tankönyvkiadó Budapest (1987). ISBN 963-18-0543-3
- Papp László. Zootaxonómia. Állatorvostudományi Egyetem, Budapest – egységes jegyzet – (1996). ISBN 963-18-0543-3
- Soltész Kálmán. A harcsafogás trükkjei [archivált változat]. Szerzői Kiadás Pécs (1994). ISBN 963450 510 4. Hozzáférés ideje: 2010. augusztus 8. [archiválás ideje: 2011. május 13.]
- Soltész Kálmán. A harcsafogás trükkjei II. rész. Zagora 2000 Kft. (2009). ISBN 978-963-06-6722-7
- Dr. Günther Sterba. Dr. Kurt Deckert és Dr. Kurt Günther. Urania Állatvilág - Halak/Kétéltűek/Hüllők. Gondolat Könyvkiadó (1969). ISBN 963-280-138-5